# Elinor Burkett
Elinor Burkett (* 9. Oktober 1946) ist eine US-amerikanische Journalistin und Autorin. Für den Dokumentarfilm Music by Prudence gewann sie 2010 einen Oscar.
Die gemeinsame Arbeit mit Roger Ross Williams an dem Dokumentar-Kurzfilm Music by Prudence brachte ihr 2010 einen Oscar ein. Bei der Preisverleihung kam es zu einem kleinen Eklat, als Burkett die Bühne betrat und Williams’ Dankesrede unterbrach. Burkett fühlte sich ebenfalls verantwortlich für den Film, da sie die Idee dazu hatte; sie war allerdings bereits ein Jahr zuvor aufgrund von Differenzen von ihren Aufgaben bei dem Projekt entbunden worden.

## Werke
- A Gospel of Shame Children, Sexual Abuse and the Catholic Church, zusammen mit Frank Bruni, 1995
- The Baby Boom, how Family-Friendly America Cheats the Childless, 2000
- Another Planet: A Year in the Life of a Suburban High School, 2002
- So Many Enemies, So Little Time: An American Woman in All the Wrong Places, 2005
- Golda Meir: The Iron Lady of the Middle East. 2010